# Lista över svenska prinsessor
Detta är en lista över svenska prinsessor sedan 1523. Ingifta prinsessor från andra kunga- eller furstehus har förts på den ätt, till vilken de blivit ingifta:

## Vasaätten
| Namn                         | Bild | Födelse                                                                       | Tillträde                                                   | Frånträde                                                         | Död                                                 | Noteringar                                      |
| ---------------------------- | ---- | ----------------------------------------------------------------------------- | ----------------------------------------------------------- | ----------------------------------------------------------------- | --------------------------------------------------- | ----------------------------------------------- |
| Katarina Gustavsdotter Vasa  |      | 6 juni 1539 i Stockholm, Dotter till Gustav Vasa                              | Prinsessa från födseln                                      | 1 oktober 1559 blev grevinna av Ostfriesland                      | 21 december 1610 i Ostfriesland                     |                                                 |
| Cecilia Vasa                 |      | 6 november 1540 i Stockholm. Dotter till Gustav Vasa                          | Prinsessa från födseln                                      | juni 1562 blev markgrevinna av Baden-Rodemachern                  | 27 januari 1627 i Bryssel                           |                                                 |
| Anna Gustavsdotter Vasa      |      | 19 juni 1545. Dotter till Gustav Vasa                                         | Prinsessa från födseln                                      | 20 december 1562 blev pfalzgrevinna av Pfalz-Veldenz              | 20 mars 1610                                        |                                                 |
| Sofia Vasa                   |      | 29 oktober 1547. Dotter till Gustav Vasa                                      | Prinsessa från födseln                                      | 4 juli 1568 blev hertiginna av Sachsen-Lauenburg                  | 17 mars 1611                                        |                                                 |
| Elisabet Vasa                |      | 4 april 1549. Dotter till Gustav Vasa                                         | Prinsessa från födseln                                      | 7 maj 1581 blev hertiginna av Mecklenburg                         | 19 november 1597                                    |                                                 |
| Katarina Jagellonica         |      | 1 september 1526 i Kraków                                                     | Prinsessa från 4 oktober 1562 genom giftermål med Johan III | 30 september 1568 blev Sveriges drottning                         | 16 september 1583 på slottet Tre Kronor i Stockholm | Var hertiginna av Finland                       |
| Elisabet                     |      | 1564. Dotter till Johan III                                                   | Prinsessa från födseln                                      |                                                                   | 18 januari 1566                                     |                                                 |
| Sigrid Eriksdotter Vasa      |      | 15 oktober 1566 på Svartsjö Slott i Sånga. Dotter till Erik XIV               | Prinsessa vid Erik XIV:s giftermål 4 juli 1568              | 29 september 1568 vid Erik XIV:s avsättning                       | 24 april 1633                                       |                                                 |
| Anna Vasa                    |      | 17 maj 1568 på Eskilstuna kungsgård Dotter till Johan III                     | Prinsessa från födseln                                      |                                                                   | 26 februari 1625 i Brodnica i Preussen              |                                                 |
| Anna av Österrike            |      | 16 augusti 1573                                                               | Prinsessa från 21 maj 1522 genom giftermål med Sigismund    | 17 november 1592 blev Sveriges drottning                          | 10 februari 1598                                    | Var samtidigt drottning av Polen                |
| Maria av Pfalz               |      | 24 juli 1561                                                                  | Prinsessa från 11 maj 1579 genom giftermål med Karl IX      |                                                                   | 29 juli 1589                                        | Var hertiginna av Södermanland m fl             |
| Kristina av Holstein-Gottorp |      | 12 april 1573                                                                 | Prinsessa från 11 maj 1579 genom giftermål med Karl IX      | 24 juli 1599 blev Sveriges riksföreståndargemål, senare drottning | 8 december 1625 på Nyköpings Slott                  | Var hertiginna av Södermanland m fl             |
| Margareta Elisabet           |      | 24 september 1580. Dotter till Karl IX                                        | Prinsessa från födseln                                      |                                                                   | 26 augusti 1585                                     |                                                 |
| Elisabet Sabina Vasa         |      | 13 mars 1582 på Nyköpingshus. Dotter till Karl IX                             | Prinsessa från födseln                                      |                                                                   | 6 juli 1585                                         |                                                 |
| Katarina Karlsdotter Vasa    |      | 10 november 1584 på Nyköpingshus. Dotter till Karl IX                         | Prinsessa från födseln                                      | 11 juni 1615 blev pfalzgrevinna av Pfalz-Zweibrücken              | 13 december 1538 i Västerås                         | Mor till Karl X Gustav, hertiginna av Stegeborg |
| Maria                        |      | 18 december 1588. Dotter till Karl IX                                         | Prinsessa från födseln                                      |                                                                   | 24 april 1589                                       |                                                 |
| Anna Maria                   |      | 23 maj 1593. Dotter till Sigismund                                            | Prinsessa från födseln                                      |                                                                   | 9 februari 1600                                     | Var även prinsessa av Polen                     |
| Katarina                     |      | 19 april 1594. Dotter till Sigismund                                          | Prinsessa från födseln                                      |                                                                   | 15 maj 1594                                         | Var även prinsessa av Polen                     |
| Maria Elisabet av Sverige    |      | 10 mars 1596 på Örebro slott. Dotter till Karl IX                             | Prinsessa från födseln                                      |                                                                   | 7 augusti 1618                                      | Hertiginna av Östergötland                      |
| Katarina                     |      | 27 september 1596. Dotter till Sigismund                                      | Prinsessa från födseln                                      |                                                                   | 11 juni 1597                                        | Var samtidigt drottning av Polen                |
| Kristina                     |      | 26 november 1598. Dotter till Karl IX                                         | Prinsessa från födseln                                      |                                                                   | 25 maj 1599                                         |                                                 |
| Kristina                     |      | 16 oktober 1623 på Gripsholms slott. Dotter till Gustav II Adolf              | Prinsessa från födseln                                      |                                                                   | 21 september 1624                                   |                                                 |
| Kristina                     |      | 8 december 1626 på slottet Tre Kronor i Stockholm Dotter till Gustav II Adolf | Prinsessa från födseln                                      | 6 november 1632. Blev regerande drottning                         | 19 april 1689 i Rom                                 |                                                 |
| Namn                         | Bild | Födelse                                                                       | Tillträde                                                   | Frånträde                                                         | Död                                                 | Noteringar                                      |

## Pfalziska ätten
| Namn                    | Bild | Födelse                                                   | Tillträde              | Frånträde                                                | Död                                       | Noteringar |
| ----------------------- | ---- | --------------------------------------------------------- | ---------------------- | -------------------------------------------------------- | ----------------------------------------- | ---------- |
| Hedvig Sofia av Sverige |      | 26 juni 1681, Dotter till Karl XI                         | Prinsessa från födseln | 1698. Blev hertiginna av Holstein-Gottorp                | 11 november 1708                          |            |
| Ulrika Eleonora         |      | 23 januari 1688 på slottet Tre Kronor Dotter till Karl XI | Prinsessa från födseln | 5 december 1718. Blev riksföreståndare, senare drottning | 24 november 1741 i Kungshuset i Stockholm |            |
| Namn                    | Bild | Födelse                                                   | Tillträde              | Frånträde                                                | Död                                       | Noteringar |

## Holstein-Gottorpska ätten
| Namn                                          | Bild | Födelse                                                            | Tillträde                                                     | Frånträde                                                 | Död                                 | Noteringar                                    |
| --------------------------------------------- | ---- | ------------------------------------------------------------------ | ------------------------------------------------------------- | --------------------------------------------------------- | ----------------------------------- | --------------------------------------------- |
| Lovisa Ulrika av Preussen                     |      | 24 juli 1720 i Berlin                                              | Prinsessa från 17 juli 1744 genom giftermål med Adolf Fredrik | 25 mars 1751. Blev drottning av Sverige                   | 16 juli 1782 på Svartsjö slott      | Abbedissa i Quedlinburg                       |
| Sofia Albertina                               |      | 8 oktober 1753 på Kungshuset i Stockholm Dotter till Adolf Fredrik | Prinsessa från födseln                                        |                                                           | 17 mars 1829 i Arvfurstens palats   | Abbedissa i Quedlinburg                       |
| Sofia Magdalena av Danmark                    |      | 3 juli 1746 på Christiansborgs slott                               | Prinsessa från 1 oktober 1766 genom giftermål med Gustav III  | 12 februari 1771. Blev drottning av Sverige               | 21 augusti 1813 på Ulriksdals slott | Var kronprinsessa                             |
| Hedvig Elisabet Charlotta av Holstein-Gottorp |      | 22 mars 1759                                                       | Prinsessa från 7 juni 1774 genom giftermål med Karl XIII      | 6 juni 1809. Blev drottning av Sverige, senare även Norge | 20 juni 1818                        | Var kronprinsessa, hertiginna av Södermanland |
| Sofia Wilhelmina av Sverige                   |      | 21 maj 1801 på Stockholms slott Dotter till Gustav IV Adolf        | Prinsessa från födseln                                        | 29 mars 1809 vid avsättningen av Gustav IV Adolf          | 6 juli 1865 i Karlsruhe             | Senare storhertiginna av Baden                |
| Amalia av Sverige                             |      | 22 februari 1805 på Stockholms slott Dotter till Gustav IV Adolf   | Prinsessa från födseln                                        | 29 mars 1809 vid avsättningen av Gustav IV Adolf          | 31 augusti 1853 i Oldenburg         |                                               |
| Namn                                          | Bild | Födelse                                                            | Tillträde                                                     | Frånträde                                                 | Död                                 | Noteringar                                    |

## Bernadotteska ätten
| Namn                                    | Bild | Födelse                                                                                   | Tillträde                                                                          | Frånträde                                                                                              | Död                                          | Noteringar                                                               |
| --------------------------------------- | ---- | ----------------------------------------------------------------------------------------- | ---------------------------------------------------------------------------------- | --- | -------------------------------------------- | ------------------------------------------------------------------------ |
| Drottning Desideria                     |      | 8 november 1777 i Marseille                                                               | Prinsessa från 21 augusti 1810 i samband med valet av Karl XIV Johan som kronprins | 5 februari 1818. Blev drottning av Sverige och Norge                                                   | 17 december 1860 på Stockholms slott         | Även prinsessa i Norge. Var kronprinsessa                                |
| Josefina av Leuchtenberg                |      | 14 mars 1807 i Milano                                                                     | Prinsessa från 22 maj 1823 genom giftermål med Oscar I                             | 8 mars 1844. Blev drottning                                                                            | 7 juni 1876 på Stockholms slott              | Även prinsessa i Norge. Var kronprinsessa, hertiginna av Södermanland    |
| Prinsessan Eugénie av Sverige och Norge |      | 24 april 1830 på Stockholms slott Dotter till Oscar I                                     | Prinsessa från födseln                                                             | | 23 april 1889 i Stockholm                    | Även prinsessa i Norge                                                   |
| Lovisa av Nederländerna                 |      | 5 augusti 1828 i Haag                                                                     | Prinsessa 19 juni 1850 genom giftermål med Karl XV                                 | 8 juli 1859 blev drottning av Sverige och Norge                                                        | 30 mars 1871 i Stockholm                     | Även prinsessa för Norge. Var kronprinsessa, hertiginna av Skåne         |
| Louise av Sverige                       |      | 31 oktober 1851 i Stockholm Dotter till Karl XV                                           | Prinsessa från födseln                                                             | 28 juli 1869. Blev drottning av Danmark                                                                | 20 mars 1926 i København                     | Även prinsessa för Norge                                                 |
| Sofia av Nassau                         |      | 9 juli 1836 på Slottet Biebrich i Nassau                                                  | Blev prinsessa 6 juni 1857 geonom giftermål med Oscar II                           | 18 september 1872. Blev drottning av Sverige och Norge                                                 | 30 december 1913 i Stockholm                 | Även prinsessa av Norge, hertiginna av Östergötland                      |
| Teresia av Sachsen-Altenburg            |      | 21 december 1836 på Slottet Triesdorf, Bayern                                             | Blev prinsessa 16 april 1864 geonom giftermål med Prins August                     | | 9 november 1914 på Haga slott                | Även prinsessa av Norge till 1905, hertiginna av Dalarna                 |
| Victoria av Baden                       |      | 7 augusti 1862 i Karlsruhe                                                                | Prinsessa från 20 september 1881 genom giftermål med Gustaf V                      | 9 december 1907. Blev drottning av Sverige                                                             | 4 april 1930 i Rom                           | Även prinsessa av Norge till 1905. Var kronprinsessa, hertig av Värmland |
| Ingeborg av Danmark (svensk prinsessa)  |      | 2 augusti 1878 i Köpenhamn                                                                | Prinsessa från 1897 genom giftermål med Prins Carl                                 | | 11 mars 1958 i Stockholm                     | Även prinsessa av Norge till 1905, hertiginna av Västergötland           |
| Margaretha av Sverige                   |      | 25 juni 1899 i villa Parkudden. Dotter till prins Carl                                    | Prinsessa från födseln                                                             | 22 maj 1919. Blev prinsessa av Danmark                                                                 | 4 januari 1977 i Kongsted nära Faxe, Danmark | Även prinsessa av Norge till 1905                                        |
| Märtha av Norge                         |      | 28 mars 1901 i Hovförsamlingen, Stockholm. Dotter till prins Carl                         | Prinsessa från födseln                                                             | 21 mars 1929. Blev kronprinsessa i Norge                                                               | 5 april 1954 på Rikshospitalet i Oslo        | Även prinsessa av Norge till 1905                                        |
| Astrid av Sverige                       |      | 17 november 1905 på Arvfurstens palats. Dotter till prins Carl                            | Prinsessa från födseln                                                             | 4 november 1926. Blev drottning av Belgien                                                             | 29 augusti 1935 i Küssnacht                  |                                                                          |
| Margareta av Storbritannien och Irland  |      | 15 maj 1882 i Bagshot Park, Surrey, England                                               | Prinsessa från 15 juni 1905 genom giftermål med Gustaf VI Adolf                    | | 1 maj 1920 på Stockholms slott               | Var kronprinsessa, hertiginna av Skåne                                   |
| Maria Pavlovna av Ryssland              |      | 18 april 1890 i Sankt Petersburg                                                          | Prinsessa från 3 maj 1908 genom giftermål med Prins Wilhelm                        | 13 mars 1914. Skilsmässa                                                                               | 13 december 1958 i Konstanz                  | Hertiginna av Södermanland                                               |
| Ingrid av Sverige                       |      | 28 mars 1910 på Stockholms slott. Dotter till Gustaf VI Adolf                             | Prinsessa från födseln.                                                            | 24 maj 1935. Blev drottning av Danmark                                                                 | 7 november 2000 på Fredensborgs slott        |                                                                          |
| Louise Mountbatten                      |      | 13 juli 1889 i Hessen                                                                     | Prinsessa från 3 november 1923 genom giftermål med Gustaf VI Adolf                 | 29 oktober 1950. Blev drottning av Sverige                                                             | 7 mars 1965 i Stockholm                      | Var kronprinsessa, hertiginna av Skåne                                   |
| Sibylla av Sachsen-Coburg-Gotha         |      | 18 januari 1908 på slottet Friedenstein i Gotha, Tyskland                                 | Prinsessa från 19 oktober 1932 genom giftermål med Arvprins Gustaf Adolf           | | 28 november 1972 i Stockholm                 | Hertiginna av Västerbotten                                               |
| Prinsessan Margaretha                   |      | 31 oktober 1934 på Haga slott. Dotter till arvprins Gustaf Adolf                          | Prinsessa från födseln                                                             | 30 juni 1964. Morganatiskt giftermål. Fick hederstiteln Prinsessan Margaretha, Fru Ambler              |                                              |                                                                          |
| Prinsessan Birgitta                     |      | 19 januari 1937 på Haga slott. Dotter till arvprins Gustaf Adolf                          | Prinsessa från födseln                                                             | | 4 december 2024 på Mallorca, Spanien         | Även prinsessa av Hohenzollern-Sigmaringen                               |
| Prinsessan Désirée                      |      | 2 juni 1938 på Haga slott. Dotter till arvprins Gustaf Adolf                              | Prinsessa från födseln                                                             | 5 juni 1964. Morganatiskt giftermål. Fick hederstiteln Prinsessan Désirée, Friherrinnan Silfverschiöld |                                              |                                                                          |
| Prinsessan Christina, fru Magnuson      |      | 3 augusti 1943 på Haga slott. Dotter till arvprins Gustaf Adolf                           | Prinsessa från födseln                                                             | 15 juni 1974. Morganatiskt giftermål. Fick hederstiteln Prinsessan Christina, Fru Magnuson             |                                              |                                                                          |
| Prinsessan Lilian                       |      | 30 augusti 1915 i Swansea, Wales                                                          | Prinsessa från 7 december 1976 genom giftermål med prins Bertil                    | | 10 mars 2013 i Stockholm                     | Hertiginna av Halland                                                    |
| Kronprinsessan Victoria                 |      | 14 juli 1977 på Karolinska universitetssjukhuset. Dotter till Carl XVI Gustaf             | Prinsessa från födseln                                                             | |                                              | Kronprinsessa sedan 1 januari 1980, hertiginna av Västergötland          |
| Prinsessan Madeleine                    |      | 10 juni 1982 på Drottningholms slott. Dotter till Carl XVI Gustaf                         | Prinsessa från födseln                                                             | |                                              | Hertiginna av Gästrikland och Hälsingland                                |
| Prinsessan Estelle                      |      | 23 februari 2012 på Karolinska Universitetssjukhuset, Dotter till kronprinsessan Victoria | Prinsessa från födseln                                                             | |                                              | Hertiginna av Östergötland                                               |
| Prinsessan Leonore                      |      | 20 februari 2014 i New York, Dotter till prinsessan Madeleine                             | Prinsessa från födseln                                                             | |                                              | Hertiginna av Gotland                                                    |
| Prinsessan Sofia                        |      | 6 december 1984 i Täby.                                                                   | Prinsessa från 13 juni 2015 genom giftermål med Prins Carl Philip.                 | |                                              | Hertiginna av Värmland                                                   |
| Prinsessan Adrienne                     |      | 9 mars 2018 Dotter till prinsessan Madeleine                                              | Prinsessa från födseln                                                             | |                                              | Hertiginna av Blekinge                                                   |
| Prinsessan Ines                         |      | 7 februari 2025 Dotter till prins Carl Philip                                             | Prinsessa från födseln                                                             | |                                              | Hertiginna av Västerbotten                                               |
| Namn                                    | Bild | Födelse                                                                                   | Tillträde                                                                          | Frånträde                                                                                              | Död                                          | Noteringar                                                               |